# Violazione di domicilio commessa da un pubblico ufficiale
La Violazione di domicilio commessa da un pubblico ufficiale è il reato previsto dall'art. 615 del Codice penale italiano, che punisce il pubblico ufficiale che “abusando dei poteri inerenti alle sue funzioni, si introduce o si intrattiene nei luoghi indicati” dall'art.614 c.p.. 
La sanzione è della reclusione da uno a cinque anni, ma se "l'abuso consiste nell'introdursi nei detti luoghi senza l'osservanza delle formalità prescritte dalla legge la pena è della reclusione fino ad un anno". 

## Istituti sostanziali

### Tipicità
Il delitto previsto dall'art. 615 C.p. mira a tutelare sia la libertà domestica e cioè il diritto del cittadino, sancito dalla Costituzione all'art. 14, di vivere liberamente della propria abitazione al riparo da ingerenze o intromissioni arbitrarie, sia l'interesse dell'ordinamento al corretto svolgimento delle funzioni pubbliche.
La natura giuridica della fattispecie in esame è quella del reato proprio, poiché lo stesso può essere posto in essere in via esclusiva da coloro che ricoprono funzioni di pubblico ufficiale. È configurabile come un reato di danno, di mera condotta e a forma libera.
Per quel che concerne il fatto materiale,  la violazione di domicilio commessa da un pubblico ufficiale non richiede il dissenso della vittima essendo sufficiente la sussistenza di un "abuso di potere" in capo al pubblico ufficiale.

### Elemento soggettivo
Il dolo richiesto è quello generico ed è configurabile nella consapevolezza in capo all'agente dell'abuso dei propri poteri. Per quel che concerne il secondo comma, il pubblico ufficiale deve essere a conoscenza di stare violando una legge e deve volere tale violazione.